# 47-й истребительный авиационный полк
47-й истребительный авиационный полк (47-й иап) — воинская часть Военно-воздушных сил (ВВС) Вооружённых Сил РККА, затем ВВС СССР, принимавшая участие в боевых действиях Советско-японского конфликта у озера Хасан, в Великой Отечественной и Советско-японской войнах, вошедшая в состав ВВС России.

## Наименования полка
За весь период своего существования полк несколько раз менял своё наименование:
- 47-й истребительный авиационный полк
- 47-й истребительный авиационный полк ВВС ТОФ (25.03.1949 г.)
- 47-й истребительный авиационный полк ПВО (01.02.1957 г.)
- 47-й истребительный авиационный полк (1980 г.)
- 47-й истребительный авиационный полк ПВО (1988 г.)
- Полевая почта 65333

## Создание полка
47-й истребительный авиационный полк сформирован в период с 23 по 27 июня 1938 года в Особой Краснознамённой Дальневосточной армии на аэродроме Камень-Рыболов на основе 7-й и 116-й истребительных авиационных эскадрилий 69-й истребительной авиационной бригады по штатам 15/828 и 15/806. Вошёл в состав 53-й авиационной бригады.
| И-15 бис | И-153 | И-16 |

## Переименование полка
- 47-й истребительный авиационный полк 11 февраля 1949 года вместе с 249-й иад передан из 9-й ВА Приморского военного округа в состав ВВС Тихоокеанского флота. 25 марта 1949 года 249-я истребительная авиационная дивизия была переименована в 165-ю истребительную авиационную дивизию ВВС ВМФ, а 47-й истребительный авиационный полк в 47-й истребительный авиационный полк ВВС ВМФ.
- В 1957 году 47-й истребительный авиационный полк ВВС ВМФ вместе со 165-й истребительной авиационной дивизией ВВС ВМФ был передан из ВВС ВМФ в войска ПВО. В составе 165-й иад вошёл в Отдельную Дальневосточную армию ПВО (впоследствии — 11 ОА ПВО) и 1 февраля 1957 года получил наименование 47-й истребительный авиационный полк ПВО.
- В 1980 году 47-й истребительный авиационный полк ПВО был передан из войск ПВО в состав ВВС Дальневосточного военного округа и получил наименование 47-й истребительный авиационный полк.
- В 1988 году 47-й истребительный авиационный полк был передан обратно из ВВС в войска ПВО в состав 11-й армии ПВО и получил наименование 47-й истребительный авиационный полк ПВО.

## Расформирование
47-й истребительный авиационный полк ПВО в результате проводимой реформы Вооружённых сил России 24 апреля 1998 года был расформирован в 11-й армии ВВС и ПВО Дальневосточного военного округа на аэродроме Унаши (Золотая Долина).

## В действующей армии
В составе действующей армии:
- с 9 августа 1945 года по 3 сентября 1945 года

## Командиры полка
- майор Гольцов Валентин Ермолаевич[3], 02.12.1942 — 31.12.1945

## В составе соединений и объединений
| Период        | Фронт (округ)                                | армия                     | корпус                                      | дивизия                                          | примечание                                                                                                  |
| ------------- | -------------------------------------------- | ------------------------- | ------------------------------------------- | ------------------------------------------------ | --- |
| 23.06.1938 г. | Особая Краснознамённая Дальневосточная армия | ВВС армии                 |                                             | 69-я истребительная авиационная бригада          | аэродром Камень-Рыболов, И-15бис и И-16                                                                     |
| 27.06.1938 г. | Особая Краснознамённая Дальневосточная армия | ВВС армии                 |                                             | 53-я истребительная авиационная бригада          | аэродром Камень-Рыболов, И-15бис и И-16                                                                     |
| 29.07.1938 г. | Дальневосточный фронт                        | 1-я Краснознамённая армия | ВВС 1-й армии                               | 53-я истребительная авиационная бригада          | участие в советско-японском конфликте у озера Хасан, И-15бис и И-16                                         |
| 11.08.1938 г. | Дальневосточный фронт                        | 1-я Краснознамённая армия | ВВС 1-й армии                               | 53-я истребительная авиационная бригада          | И-15бис и И-16                                                                                              |
| 01.02.1939 г. | Дальневосточный фронт                        | 2-я Краснознамённая армия | ВВС 2-й армии                               | 72-я истребительная авиационная бригада          | И-15бис и И-16                                                                                              |
| 15.08.1940 г. | Дальневосточный фронт                        | 1-я Краснознамённая армия | ВВС 1-й армии                               | 32-я смешанная авиационная дивизия               | И-15бис и И-16                                                                                              |
| 07.05.1941 г. | Дальневосточный фронт                        | 1-я Краснознамённая армия | ВВС 1-й армии                               | 32-я смешанная авиационная дивизия               | переформирован по штату 15/21, И-153                                                                        |
| 05.09.1941 г. | Дальневосточный фронт                        | ВВС фронта                |                                             | 98-я смешанная авиационная дивизия               | переформирован по штату 015/134, И-153                                                                      |
| 01.03.1942 г. | Дальневосточный фронт                        | ВВС фронта                |                                             |                                                  | стал отдельным иап ВВС фронта                                                                               |
| 02.08.1942 г. | Дальневосточный фронт                        | 1-я Краснознамённая армия | ВВС 1-й Краснознамённой армии               | 32-я смешанная авиационная дивизия               | |
| 15.08.1942 г. | Дальневосточный фронт                        | 9-я воздушная армия       |                                             | 32-я истребительная авиационная дивизия          | |
| 01.11.1942 г. | Дальневосточный фронт                        | 9-я воздушная армия       |                                             | 32-я истребительная авиационная дивизия          | Лётный состав (32 человека) во главе с командиром полка убыл на фронт (вошли в 274-го иап 278 иад 3-го иак) |
| 01.01.1943 г. | Дальневосточный фронт                        | 9-я воздушная армия       |                                             | 32-я истребительная авиационная дивизия          | переформирован по штату 015/284                                                                             |
| 21.04.1944 г. | Дальневосточный фронт                        | 9-я воздушная армия       |                                             | 32-я истребительная авиационная дивизия          | начал осваивать самолёты Як-7б                                                                              |
| 30.06.1944 г. | Дальневосточный фронт                        | 9-я воздушная армия       |                                             | 32-я истребительная авиационная дивизия          | полностью перевооружён с И-153 на Як-7б                                                                     |
| 25.12.1944 г. | Дальневосточный фронт                        | 9-я воздушная армия       |                                             | 32-я истребительная авиационная дивизия          | переформирован по штату 015/364                                                                             |
| 01.01.1945 г. | Дальневосточный фронт                        | 9-я воздушная армия       |                                             | 32-я истребительная авиационная дивизия          | перевооружён на Як-9Д                                                                                       |
| 13.03.1945 г. | Приморская группа войск                      | 9-я воздушная армия       |                                             | 32-я истребительная авиационная дивизия          | Як-9Д |
| 05.08.1945 г. | 1-й Дальневосточный фронт                    | 9-я воздушная армия       |                                             | 32-я истребительная авиационная дивизия          | Як-9Д |
| 08.08.1945 г. | 1-й Дальневосточный фронт                    | 9-я воздушная армия       |                                             | 32-я истребительная авиационная дивизия          | имел в боевом составе 46 Як-9Д                                                                              |
| 09.08.1945 г. | 1-й Дальневосточный фронт                    | 9-я воздушная армия       |                                             | 32-я истребительная авиационная дивизия          | участие в Советско-японской войне, Як-9Д                                                                    |
| 03.09.1945 г. | 1-й Дальневосточный фронт                    | 9-я воздушная армия       |                                             | 32-я истребительная авиационная дивизия          | Як-9Д |
| 10.09.1945 г. | Приморский военный округ                     | 9-я воздушная армия       |                                             | 32-я истребительная авиационная дивизия          | Як-9Д |
| 01.01.1947 г. | Приморский военный округ                     | 9-я воздушная армия       |                                             | 249-я истребительная авиационная дивизия         | Як-9Д |
| 01.01.1947 г. | Приморский военный округ                     | ВВС округа                | 12-й смешанный авиационный корпус           | 249-я истребительная авиационная дивизия         | Як-9 |
| 01.10.1948 г. | Приморский военный округ                     | 9-я воздушная армия       |                                             | 249-я истребительная авиационная дивизия         | Як-9 |
| 10.01.1949 г. | Приморский военный округ                     | 54-я воздушная армия      |                                             | 249-я истребительная авиационная дивизия         | Як-9 |
| 11.02.1949 г. | Тихоокеанский флот                           | ВВС Тихоокеанского флота  |                                             | 165-я истребительная авиационная дивизия ВВС ВМФ | Як-9 |
| 15.09.1952 г. | Тихоокеанский флот                           | ВВС Тихоокеанского флота  | 106-й истребительный авиационный корпус ПВО | 165-я истребительная авиационная дивизия ВВС ВМФ | МиГ-15 |
| 01.01.1954 г. | Тихоокеанский флот                           | ВВС Тихоокеанского флота  | 106-й истребительный авиационный корпус ПВО | 165-я истребительная авиационная дивизия ВВС ВМФ | МиГ-17 |
| 28.07.1954 г. | Тихоокеанский флот                           | ВВС Тихоокеанского флота  |                                             | 165-я истребительная авиационная дивизия ВВС ВМФ | МиГ-17 |
| 01.02.1957 г. | ПВО страны                                   | Приморская армия ПВО      | Приморский корпус ПВО                       | 165-я истребительная авиационная дивизия ПВО     | МиГ-17 |
| 01.04.1958 г. | ПВО страны                                   | Приморская армия ПВО      | Приморский корпус ПВО                       |                                                  | МиГ-17 |
| 01.04.1960 г. | ПВО страны                                   | 11-я армия ПВО            | 23-й корпус ПВО                             |                                                  | МиГ-17 |
| 01.01.1969 г. | ПВО страны                                   | 11-я армия ПВО            | 23-й корпус ПВО                             |                                                  | Су-15 |
| 01.05.1980 г. | Дальневосточный военный округ                | 1-я воздушная армия       |                                             | 20-я истребительная авиационная дивизия          | Су-15 |
| 01.05.1986 г. | Дальневосточный военный округ                | 1-я воздушная армия       |                                             |                                                  | Су-15 |
| 01.01.1988 г. | ПВО страны                                   | 11-я армия ПВО            | 23-й корпус ПВО                             |                                                  | Су-27 |
| 24.04.1998 г. | ПВО страны                                   | 11-я армия ВВС и ПВО      | 23-й корпус ПВО                             |                                                  | расформирован, Су-27                                                                                        |

## Участие в операциях и битвах
Бои у озера Хасан
Великая Отечественная война (1941—1945)
Советско-японская война:
- Харбино-Гиринская наступательная операция с 9 августа 1945 года по 2 сентября 1945 года

| Як-7УТ | Як-9УМ | Як-7 |

## Благодарности Верховного Главнокомандующего
Верховным Главнокомандующим лётчикам полка в составе 32-й иад объявлена благодарность за овладение городами Цзямусы, Мэргэнь, Бэйаньчжэнь, Гирин, Дайрэн, Жэхэ, Мишань, Мукден, Порт-Артур, Харбин, Цицикар, Чанчунь, Яньцзи

## Отличившиеся воины
- Вишняков Иван Алексеевич, лётчик полка в период Советско-японской войны, 23 февраля 1948 года удостоен звания Герой Советского Союза. Золотая Звезда № 8317
- Кукин Иван Андреевич, лётчик полка, принимал участие в Боях на озере Хасан, 25 октября 1938 года награждён орденом Ленина.

## Итоги боевой деятельности полка
За период участия в Советско-японском конфликте у озера Хасан:
| Выполнено боевых вылетов (29.07.1938 — 11.08.1938) | Сбито самолётов в воздухе | Потеряно самолётов, всего | Погибло лётчиков всего |
| -------------------------------------------------- | ------------------------- | ------------------------- | ---------------------- |
| 20                                                 | 0                         | 0                         | 0                      |

Всего за период Советско-японской войны полком:
| Выполнено боевых вылетов | Сбито самолётов в воздухе | Уничтожено самолётов всего |
| ------------------------ | ------------------------- | -------------------------- |
| 205                      | 0                         | 0                          |

Свои потери:
| Потеряно самолётов (небоевые) | Погибло лётчиков (небоевые) |
| ----------------------------- | --------------------------- |
| 3 (1)                         | 0 (2)                       |

| МиГ-17 | МиГ-15 | МиГ-17 |

## Самолёты на вооружении
| Период      | Самолёты        |
| ----------- | --------------- |
| 1938 — 1944 | И-15бис         |
| 1938 — 1944 | И-16            |
| 1940 — 1944 | И-153           |
| 1944 — 1944 | Як-7б           |
| 1944 — 1950 | Як-9            |
| 1950 — 1954 | МиГ-15          |
| 1954 — 1969 | МиГ-17 Ф, ПФ    |
| 1969 — 1989 | Су-15, Су-15 ТМ |
| 1988 — 1998 | Су-27           |

## Базирование
| Период                  | Место базирования                                  |
| ----------------------- | -------------------------------------------------- |
| 1945 — 08.1946          | Воскресенка (Приморский край)                      |
| 05.09.1946 — 16.10.1948 | Синыйджу, Корея                                    |
| 17.10.1948 — 01.06.1949 | Николаевка, Приморский край                        |
| 01.06.1949 — 18.06.1951 | Кневичи, Приморский край                           |
| 18.06.1951 — 24.04.1998 | Золотая Долина (Унаши (аэродром)), Приморский край |

| Су-15 | Су-27 |

## Известные люди служившие в полку
- Осипович, Геннадий Николаевич — сбивший 1 сентября 1983 года над Сахалином южнокорейский «Боинг‑747».  В 1968-1973 гг. служил в полку на должностях: летчика, старшего летчика и командира звена.